# Inwonersnaam
Inwonersnaam of demoniem (Oudgrieks δῆμος ("dēmos") = volk en ὄνομα ("onoma") = naam) is een woord dat de naam van de inwoners van een land, stad, provincie of andere geografische plaatsaanduidingen aangeeft. Vaak wordt dit door middel van een achtervoegsel gedaan.
Er zijn twee soorten:
- Endoniemen (endo- is "binnen"): namen die door de bevolking zelf worden gebruikt
- Exoniemen (exo- is "buiten"): namen die door buitenstaanders aan de bewoners worden gegeven

Demoniemen fungeren vaak ook als etnoniem (de benaming voor een volk). Niet alle volkerennamen zijn echter van plaatsaanduidingen afgeleid. Dat is heel duidelijk het geval bij in stamverband levende en nomadische volkeren, zoals de Inuit, de Cananefaten, de Sioux en de Roma. Landennamen als Duitsland en Turkije zijn bovendien van een etnoniem afgeleid in plaats van andersom. Het verschil tussen etnoniem en demoniem komt ook tot uitdrukking bij de benoeming van migranten. Met een uitdrukking als "Turkse Nederlander" wordt een etnoniem (Turks) aan een demoniem (Nederlander) gekoppeld.
Onder de demoniemen worden doorgaans ook de bijvoeglijke naamwoorden die van plaatsnamen zijn afgeleid begrepen.

## Voorbeelden
De Nederlandse taal gebruikt, net als vele andere talen, verschillende suffixen, of achtervoegsels, om een demoniem te creëren. Deze suffixen zijn vaak afkomstig uit het Latijn of het Germaans. In het Nederlands kan er tevens gebruik worden gemaakt van specifieke demoniemen voor vrouwen. De demoniemen in onderstaande lijst waarbij "m." staat zijn grammaticaal gezien mannelijk, maar kunnen (op "Fransman" na) voor alle geslachten worden gebruikt.
- -er: Nederland → Nederlander (m.), Nederlandse (v.)
- -aan: Brazilië → Braziliaan (m.), Braziliaanse (v.)
- -aar: Brussel → Brusselaar (m.), Brusselse (v.)
- -aard: Spanje → Spanjaard (m.), Spaanse (v.)
- -ioot: Cyprus → Cyprioot (m.), Cyprische (v.)
- -ijn: Florence → Florentijn (m.), Florentijnse (v.)
- -ees: Milaan → Milanees (m.), Milanese (v.)
- -iet: Moskou → Moskoviet (m.), Moskovitische (v.) (ook: Moskouer (m.), Moskouse (v.))
- -ling: Brugge → Bruggeling (m.), Brugse (v.)
- -man: Frankrijk → Fransman (m.), Franse/Française (v.)

Specifiek voor het noorden van Nederland (Groter-Friesland) is het gebruik van de achtervoegsels -ster, -mer en -jer.
- -ster: Gorredijk → Gorredijkster
- -mer: Geest → Geestmer
- -jer: Stad → Stadjer

In het Nederlands komt ook vaak het omgekeerde voor, namelijk dat de landnaam van een etnoniem is afgeleid met een suffix zoals -land:
- Belg → België (maar: Belgisch (bijv. naamwoord))
- Deen → Denemarken
- Rus → Rusland
- Thai → Thailand